# Toyota Premio
El Toyota Premio (Japonés/Hepburn: トヨタ・プレミオ Toyota Puremio?)  y su gemelo el Toyota Allion (Japonés: トヨタ・アリオン Toyota Arion?)  son sedanes vendidos en Japón entre los años 2001 hasta 2021 por Toyota . Los sedanes están designados como un automóvil compacto por las regulaciones de dimensiones japonesas y las dimensiones exteriores no cambian con actualizaciones periódicas.
El Premio es el sucesor del Corona que apareció por primera vez en 1957. El Corona EXiV, un sedán de techo rígido de cuatro puertas que apareció en 1989, fue reemplazado por el Progrès, que también estuvo brevemente disponible con el Premio hasta 2007. El Toyota Allion es exclusivo de los concesionarios Toyota japoneses Toyota Store como un compañero más pequeño del Crown, mientras que el Premio es exclusivo de las ubicaciones de Toyopet Store, como un compañero más pequeño del Mark X.
El Allion reemplazó al Carina, un modelo que apareció por primera vez en 1970. El Carina ED, un sedán de techo rígido de cuatro puertas que apareció en 1985, fue reemplazado por el Brevis, que estuvo brevemente disponible junto con el Allion hasta 2007. A diferencia de otros vehículos de Toyota, el Premio y el Allion no se exportan y se venden exclusivamente en Japón.
Ambos coches están relacionados con el Avensis, que es un liftback de cinco puertas importado desde Europa, disponible en todos los concesionarios japoneses. El Camry, que es el automóvil más grande exclusivo de las ubicaciones de Toyota Corolla Store, es un poco más grande y, según los paquetes de apariencia, ofrece las mismas características de lujo o rendimiento que se encuentran en el Premio o Allion. El nombre "Premio" es un juego de palabras para "premium", mientras que "Allion" se crea a partir de la frase "todo en uno".
Mecánicamente, son idénticos al Avensis, que se exporta como nuevo de manera internacional y se vende en Japón. El Premio / Allion solo se ofrece como sedán de 4 puertas, mientras que el Avensis solo está disponible como un liftback de cinco puertas. El Premio de primera generación es un sedán lujoso y exclusivo en comparación con el Allion, que tiene una naturaleza más juvenil y deportiva. Las molduras de madera y los detalles cromados le dan al Premio un aspecto elegante, mientras que el Allion se considera un automóvil deportivo o ejecutivo.
Las opciones de modificación de la apariencia hechas para la primera generación de Allion no se fabrican ni se comercializan para el Toyota Premio. Los coches de segunda generación comparten la apariencia interior y el equipamiento opcional, con diferencias visuales exteriores. Se ofrecen tres paquetes de opciones con los tres motores diferentes que se ofrecen, junto con la opción de tracción delantera o en las cuatro ruedas, lo que brinda a los compradores japoneses opciones en cuanto a qué obligación anual de impuestos de circulación están dispuestos a pagar.

## Primera generación (T240; 2001)
La primera generación de Premio y Allion se lanzó el 25 de diciembre del año 2001. El sedán Premio tiene un enfoque más elegante en comparación con el Allion, que tiene un énfasis en los compradores más jóvenes. El Premio y el Allion comparten los mismos motores e interior. El Allion se puede personalizar con spoilers delanteros y alerones del maletero montados en la parte trasera, así como partes de la carrocería con efecto suelo para mejorar la apariencia de los vehículos especialmente diseñados y vendidos por Toyota. El Allion también cuenta con asientos traseros abatibles (similares a los asientos delanteros). El Allion continúa la tradición de Toyota al estar hecho para uso de taxis, escuelas de manejo y versiones policiales.
El 20 de diciembre del 2004, el Premio recibió un modesto cambio de estilo con la introducción de luces traseras led. El Allion también recibió una actualización al mismo tiempo.

Ambos coches se ofrecieron con tres tamaños de motor; 1.5, 1.8 y 2.0 litros. El modelo de 2.0 litros recibió una CVT ; cada uno de los motores más pequeños estaba equipado con una transmisión automática de cuatro velocidades.

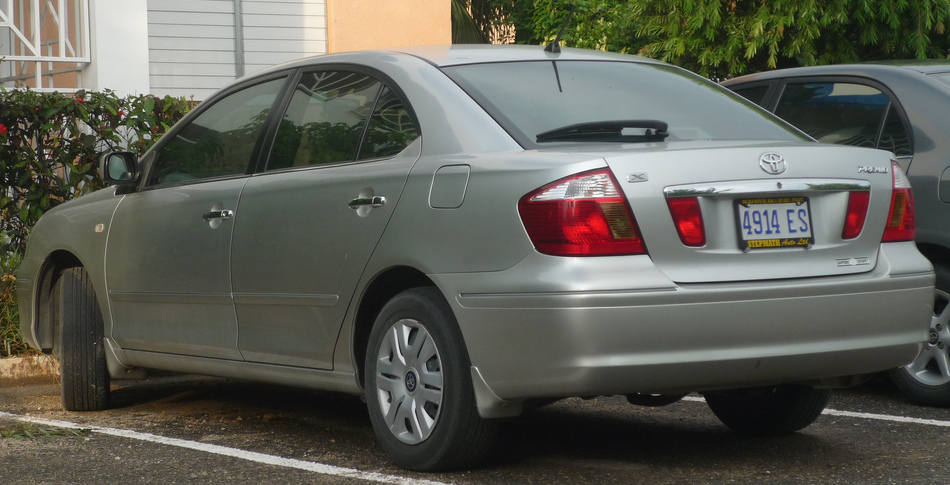
Premio Toyota 2001-2004 (pre-lavado de cara)
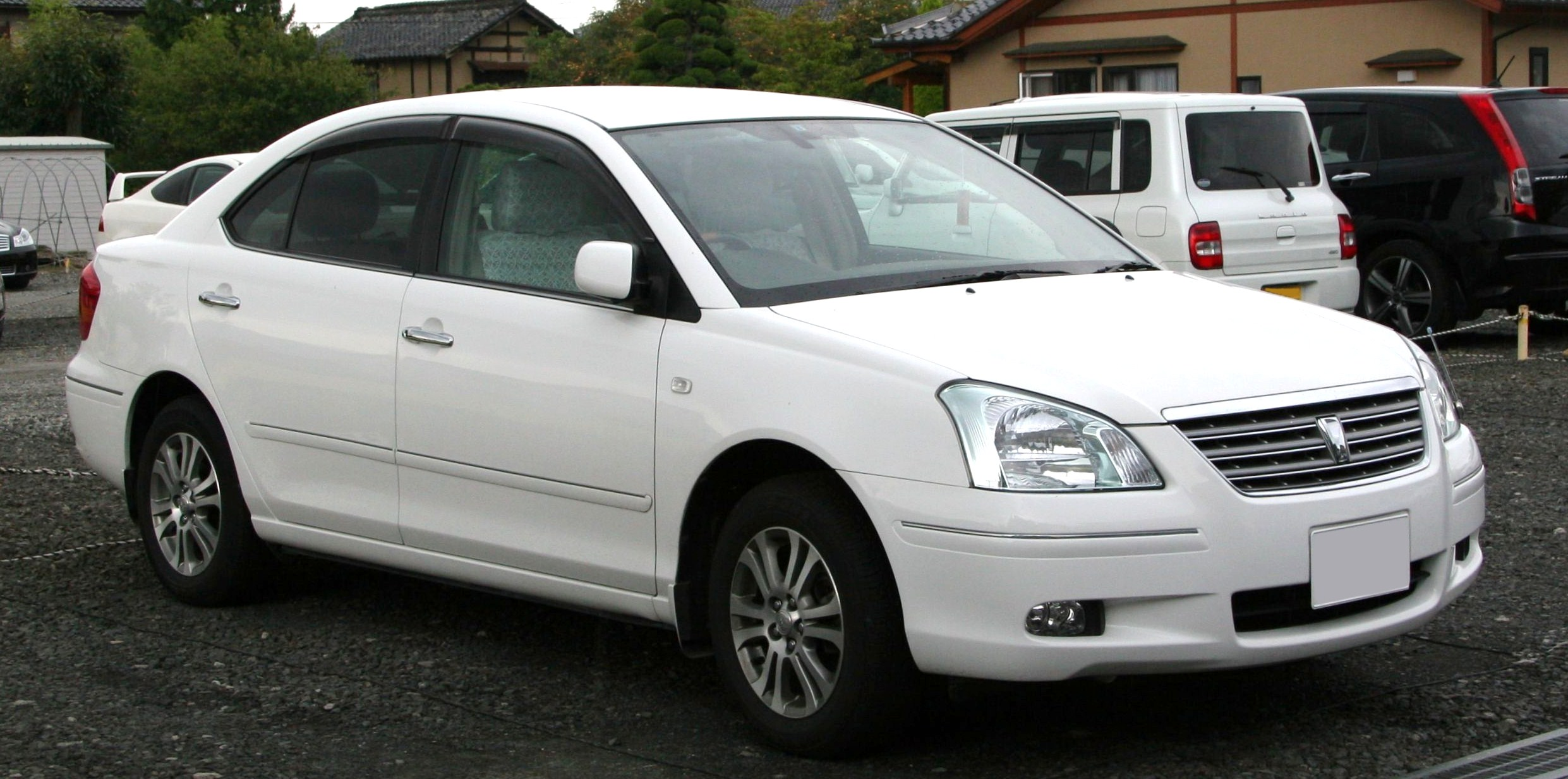
2004-2007 Toyota Premio (cirugía estética)
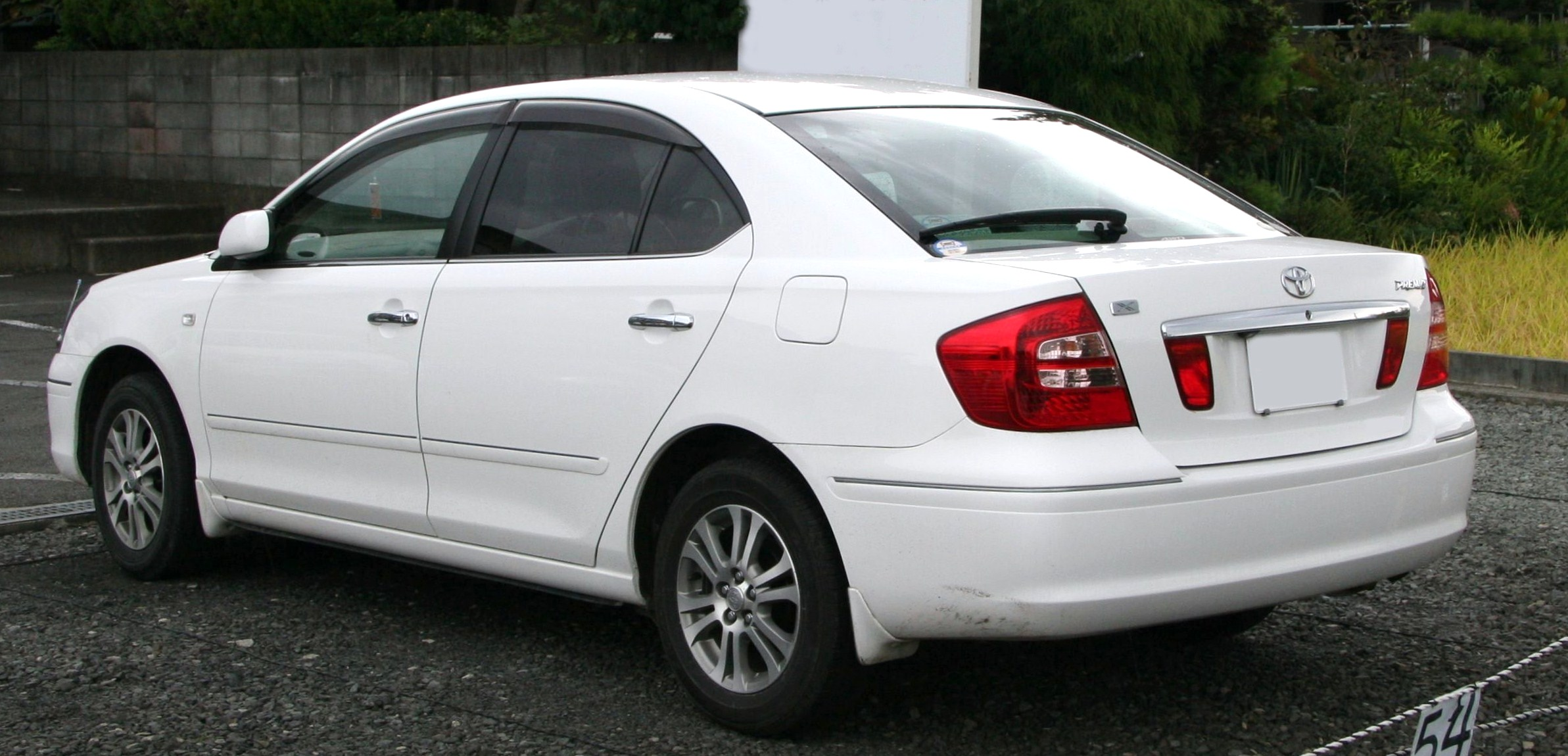
2004-2007 Toyota Premio (cirugía estética)
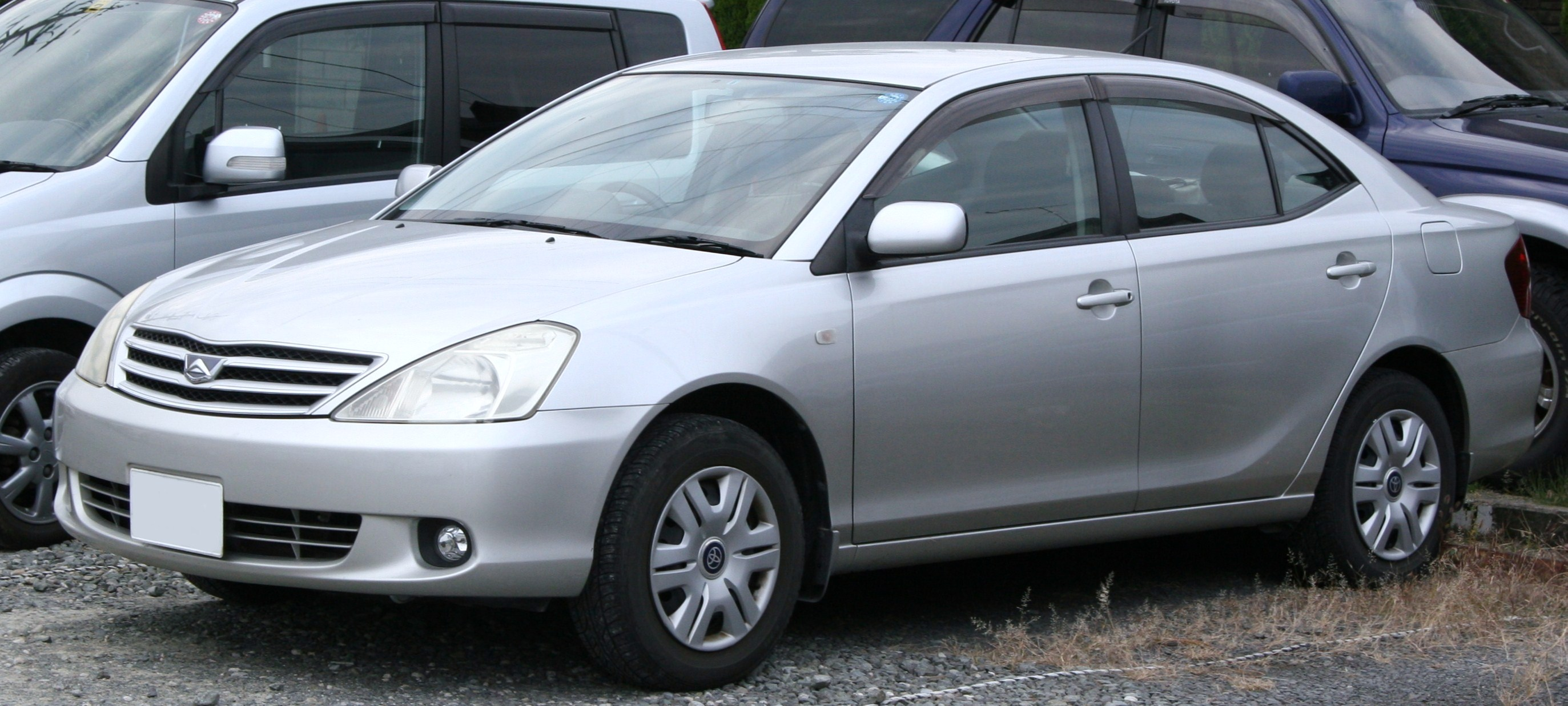
2001-2004 Toyota Allion (antes de la cirugía estética)
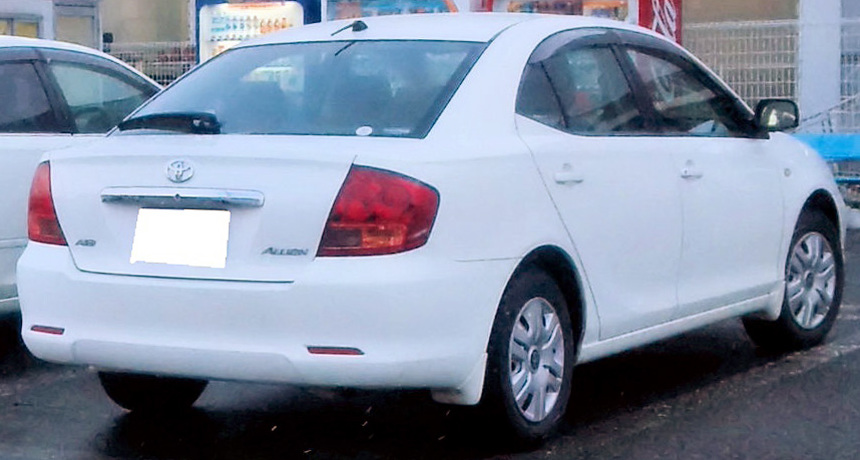
2001-2004 Toyota Allion (antes de la cirugía estética)
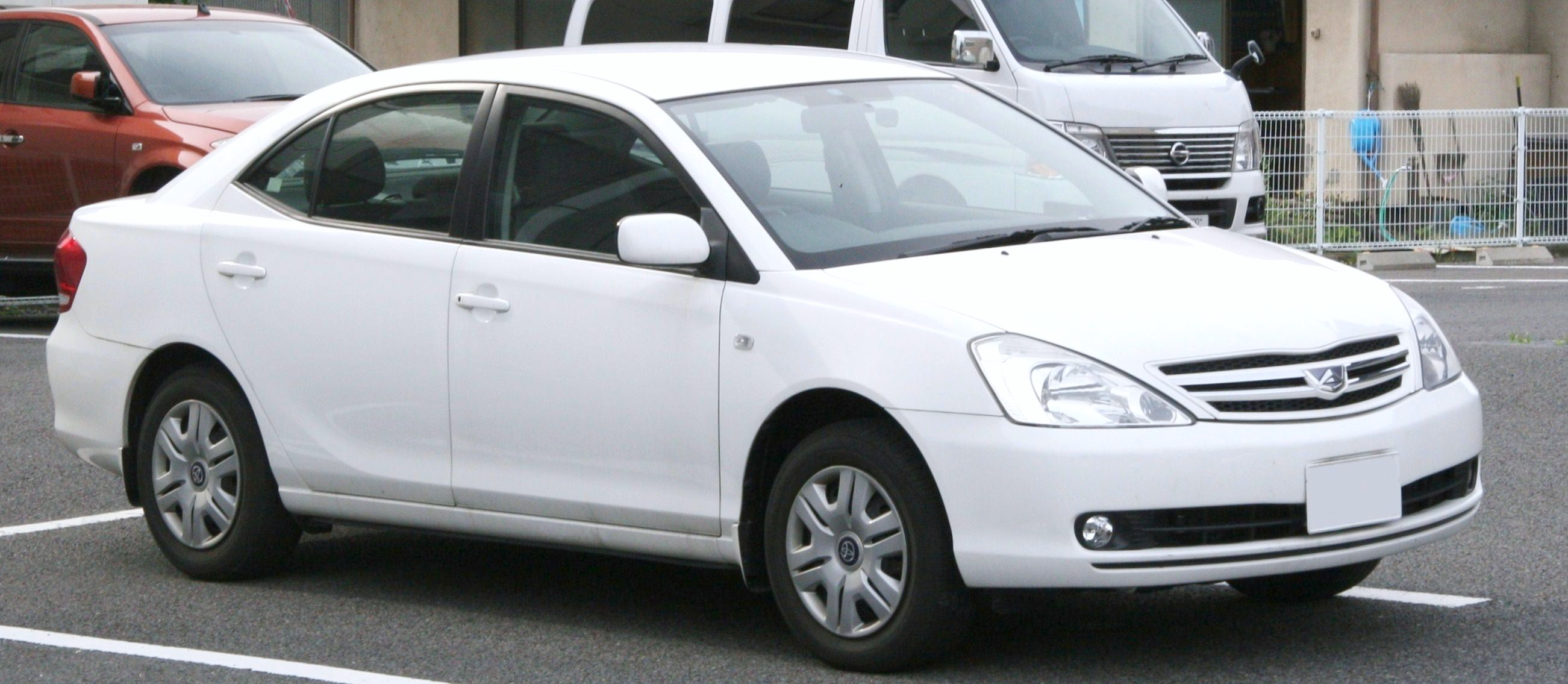
2004-2007 Toyota Allion (cirugía estética)
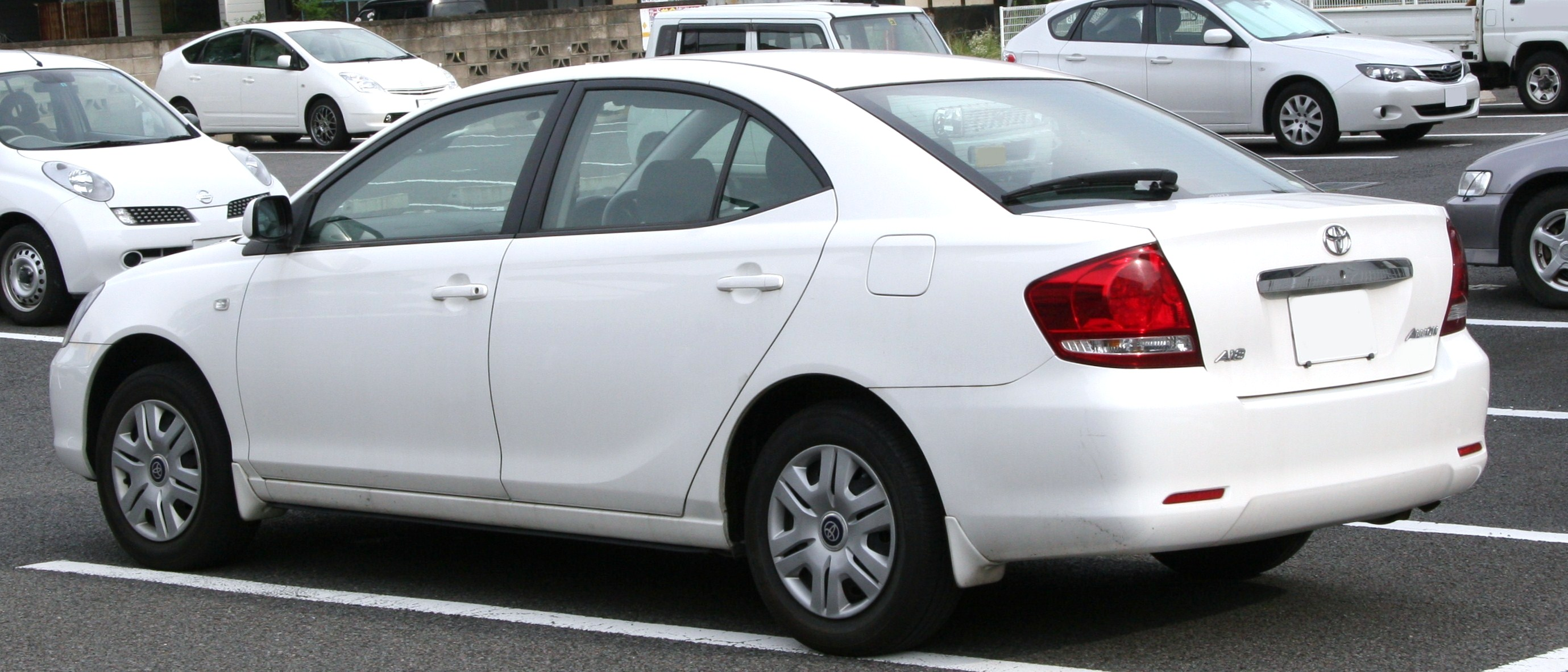
2004-2007 Toyota Allion (cirugía estética)
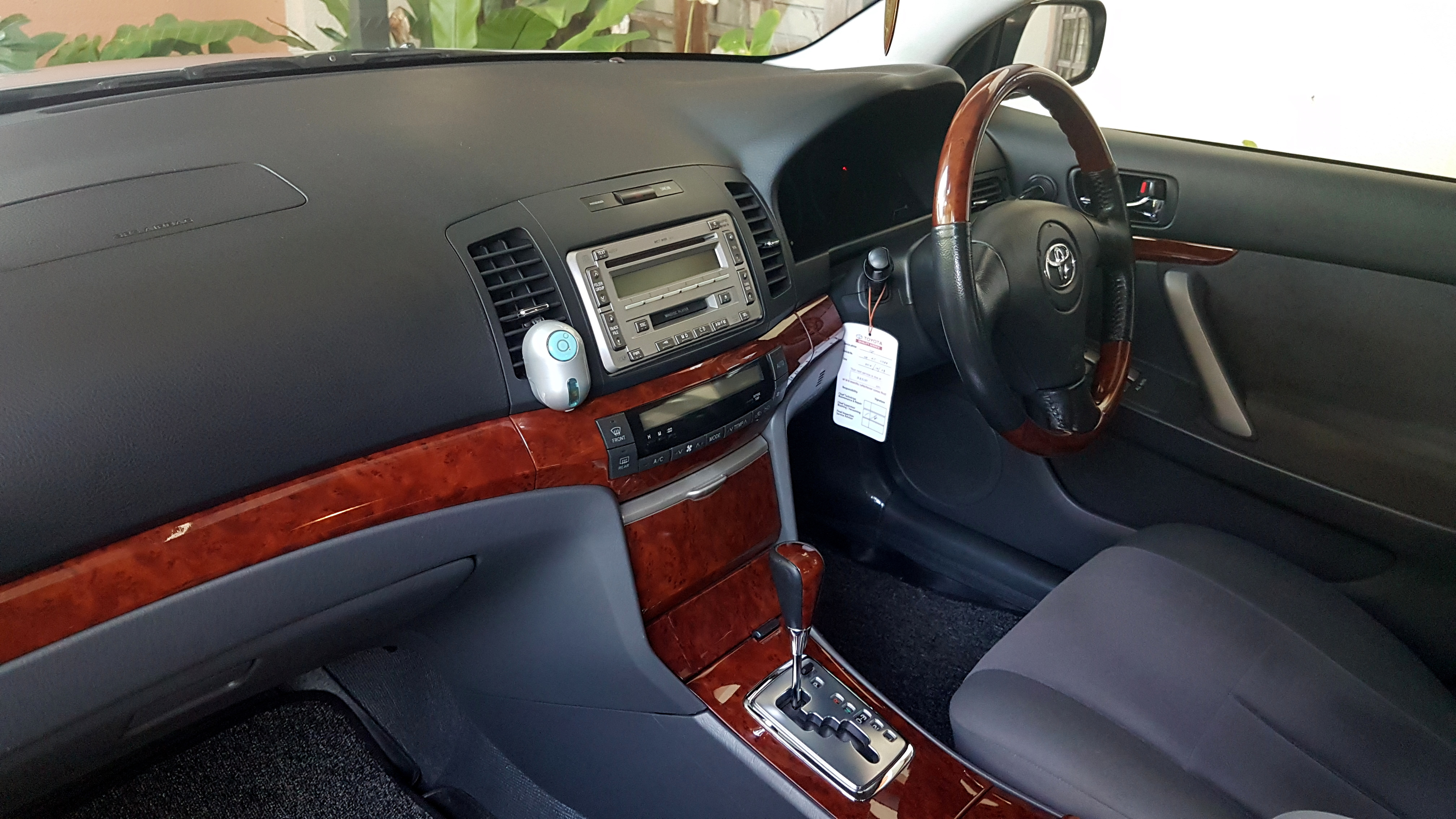
Interior del Toyota Allion

## Segunda generación (T260; 2007)
El Premio y Allion de segunda generación fueron introducidos el 4 de junio de 2007, y Toyota continuó ofreciendo modificaciones de apariencia en los concesionarios locales. Estos autos continuaron llenando el vacío entre Corolla y Camry. G-BOOK está en la lista de funciones opcionales. El Premio ganó la inclusión de un led en el grupo de luces traseras. Otros cambios incluyeron el sistema de entrada y arranque inteligente, un monitor retrovisor en color y un sistema de navegación de disco duro compatible con el servicio telemático G-Book mX.
La tracción a las cuatro ruedas se ofreció en vehículos equipados con el motor 2ZR-FE de 1.8 litros. En enero del 2008 se puso a disposición un motor 3ZR-FAE valvematic de 2.0 litros, que redujo las emisiones en 75 por ciento del nivel requerido por las normas de emisión japonesas de 2005, y también logrando 20 un porcentaje de ahorro de combustible superior al requerido por las normas de consumo de combustible de 2010. La transmisión fue una Super CVT-i. La opción de motor de 2.0 litros se suspendió en julio de 2020.

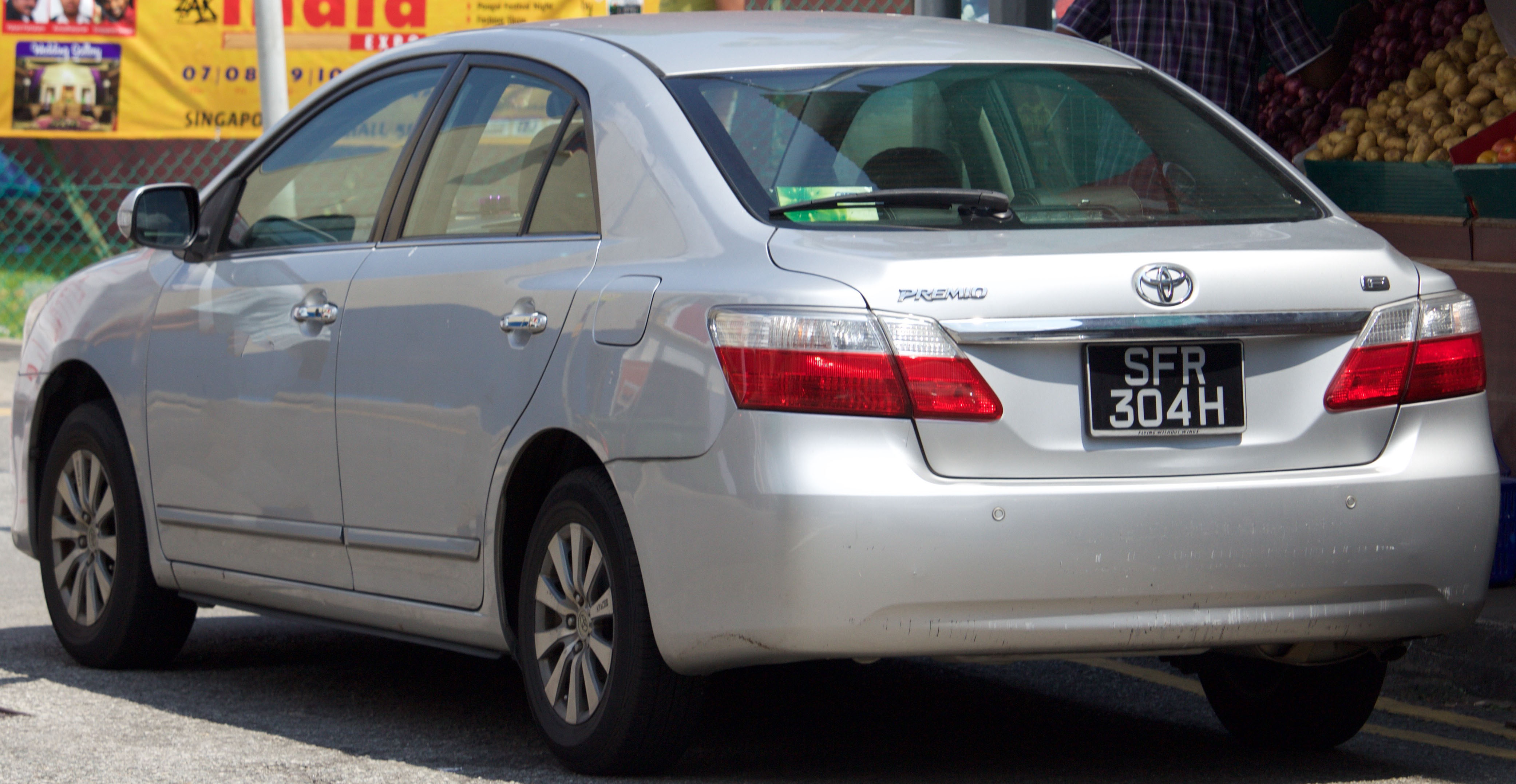
Toyota Premio 2007-2009 (pre-lavado de cara)
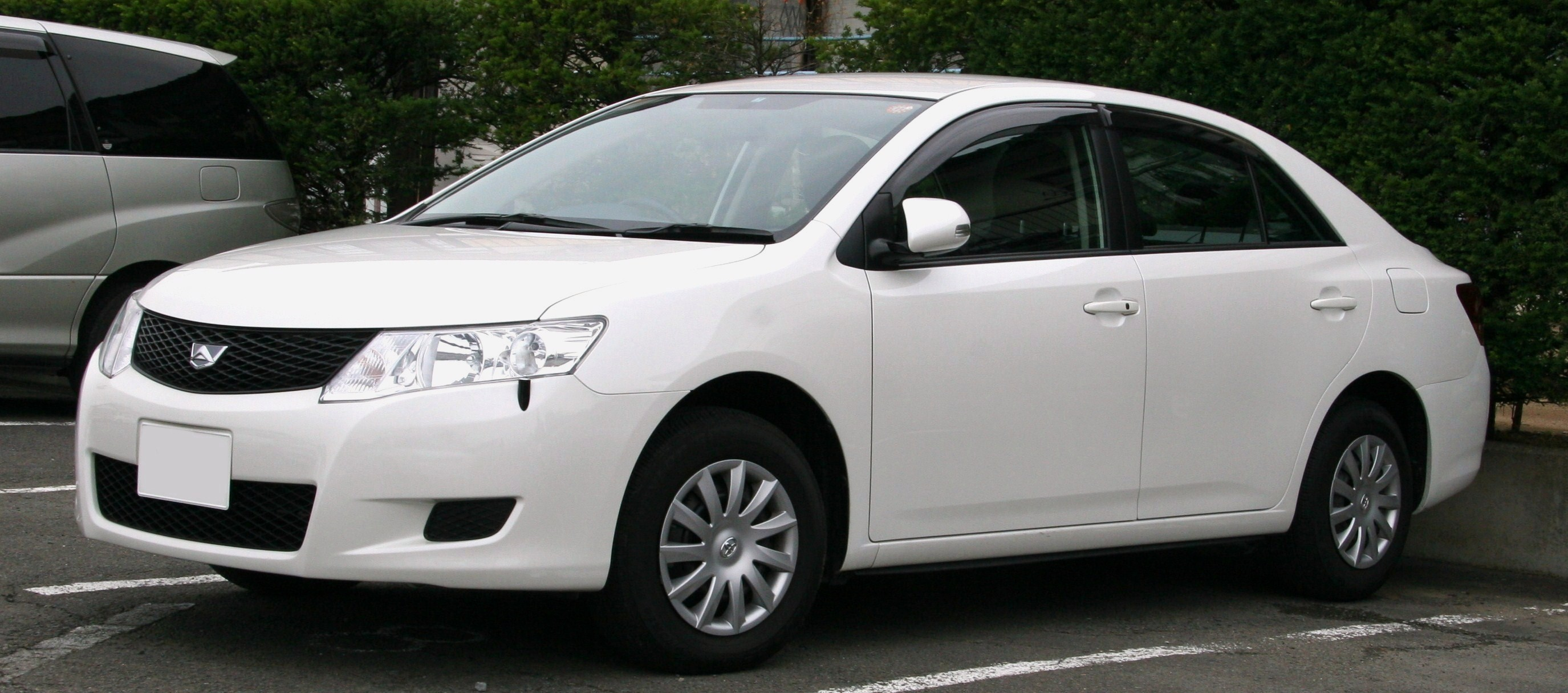
Toyota Allion 2007-2009 (pre-lavado de cara)
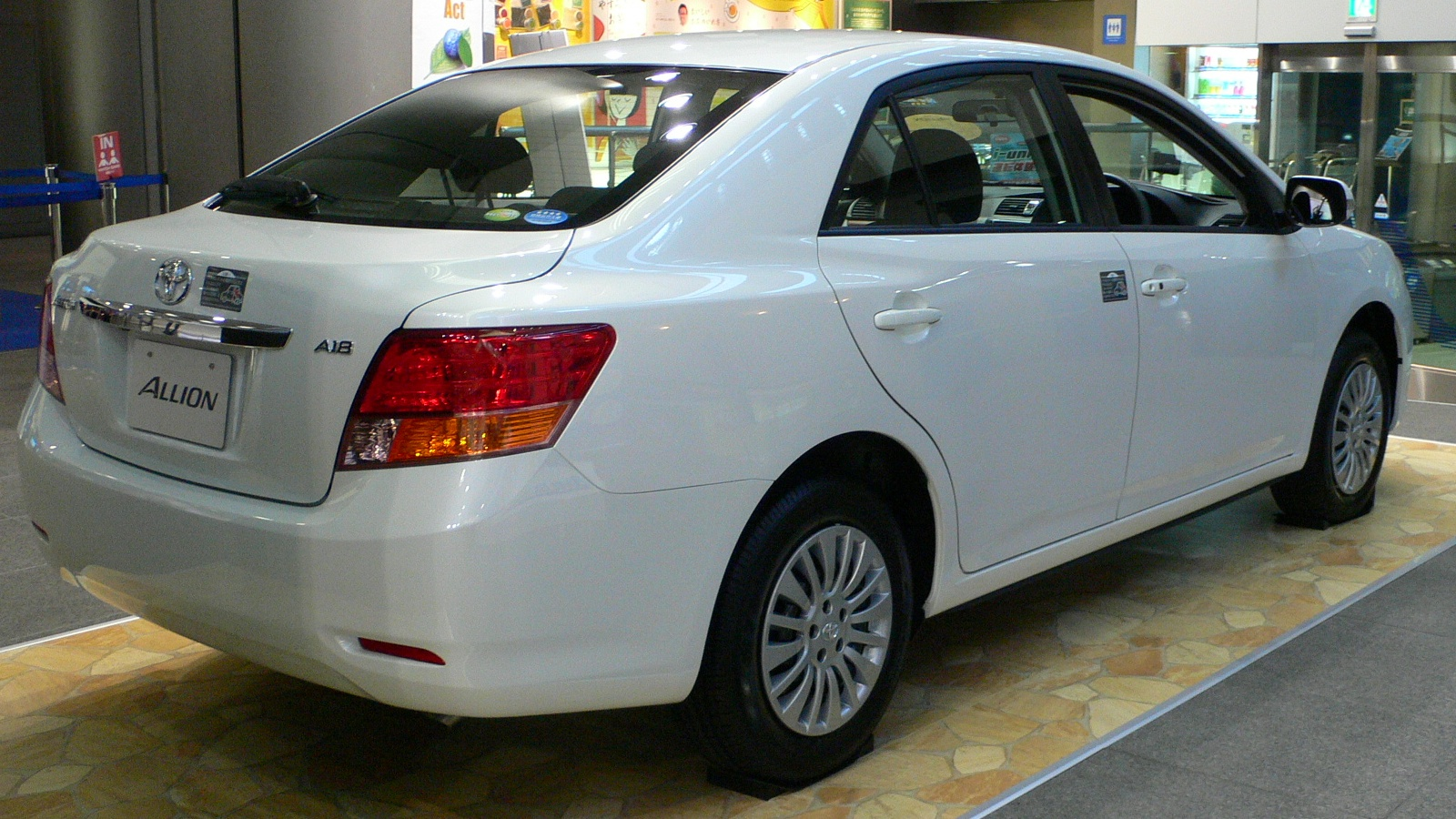
Toyota Allion 2007-2009 (pre-lavado de cara)
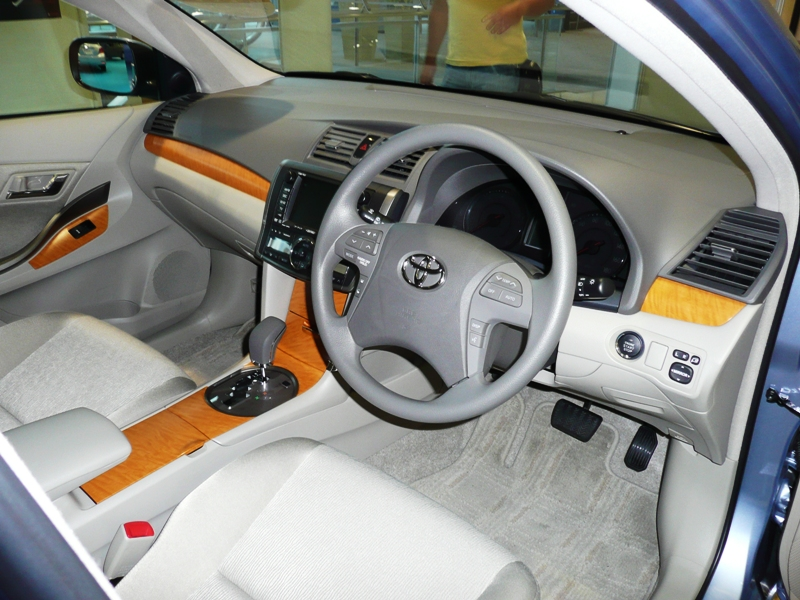
Interior del Toyota Allion 2007-2009 (antes del lavado de cara)

### Primer lavado de cara (2009)
El Premio y el Allion fueron revisados en 2009, con faros delanteros más agresivos y de aspecto más nítido y luces traseras de led gemelas, mientras que el interior permanece algo igual.

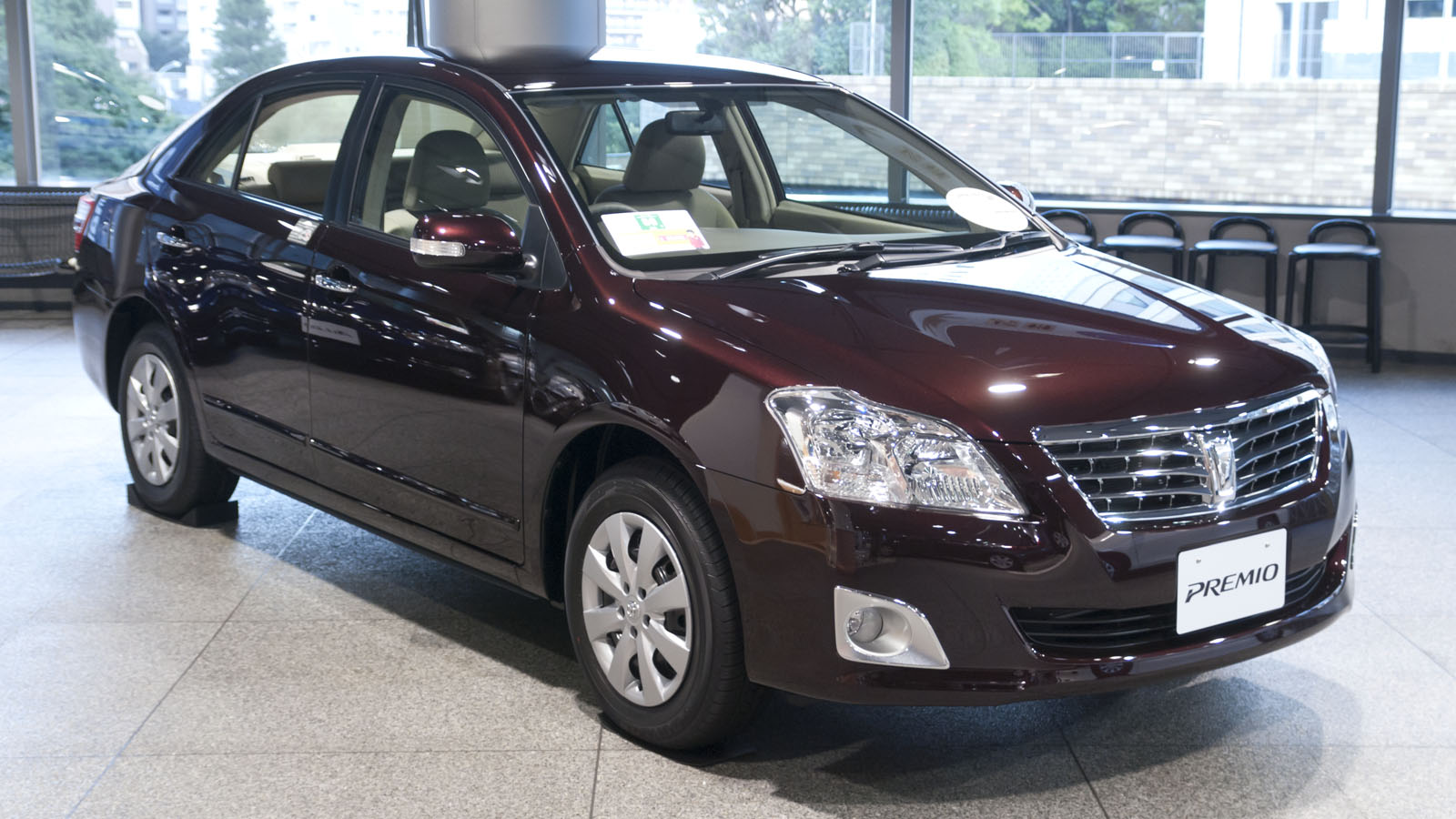
Toyota Premio 2009-2016 (primer lavado de cara)
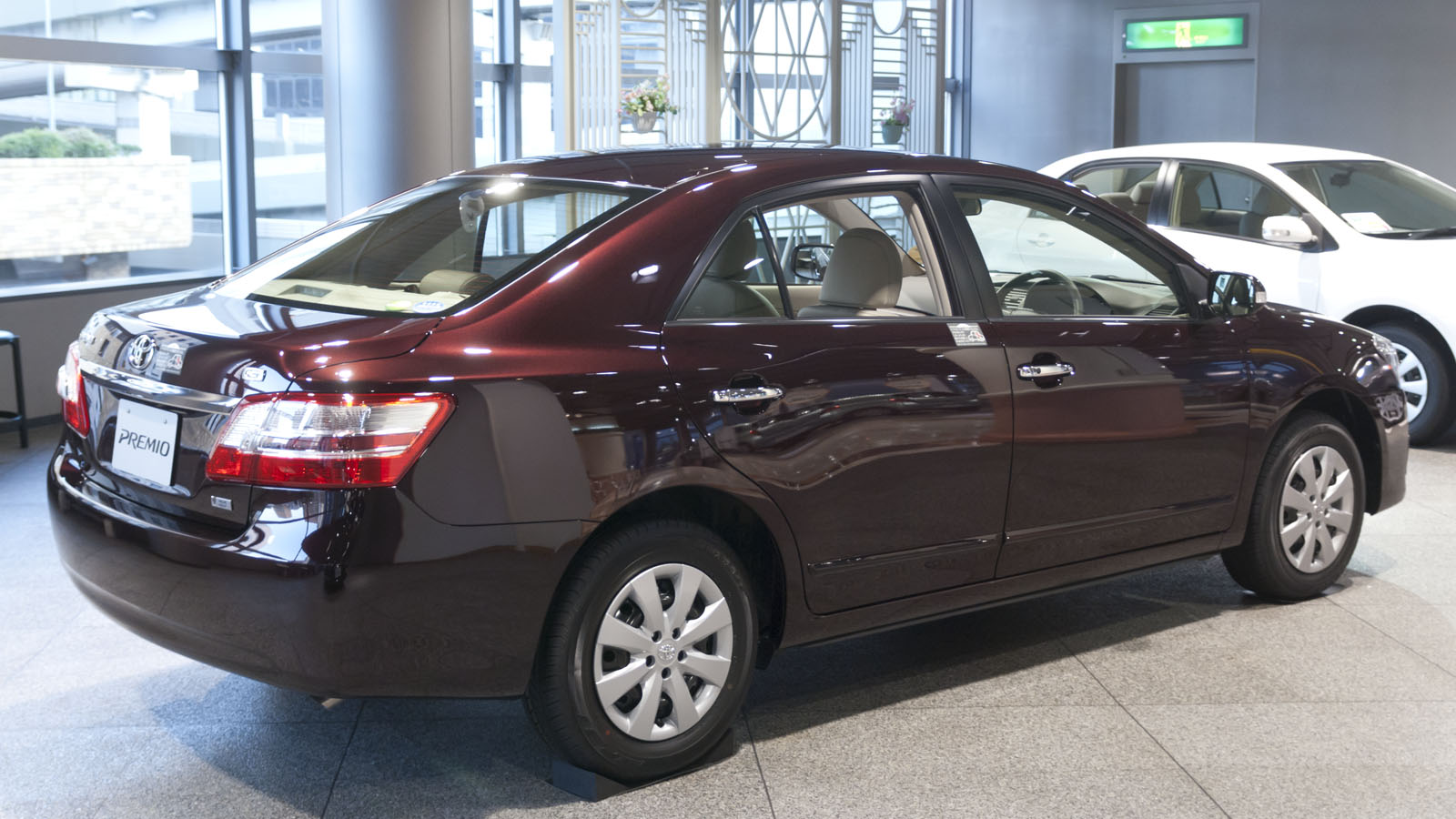
Toyota Premio 2009-2016 (primer lavado de cara)
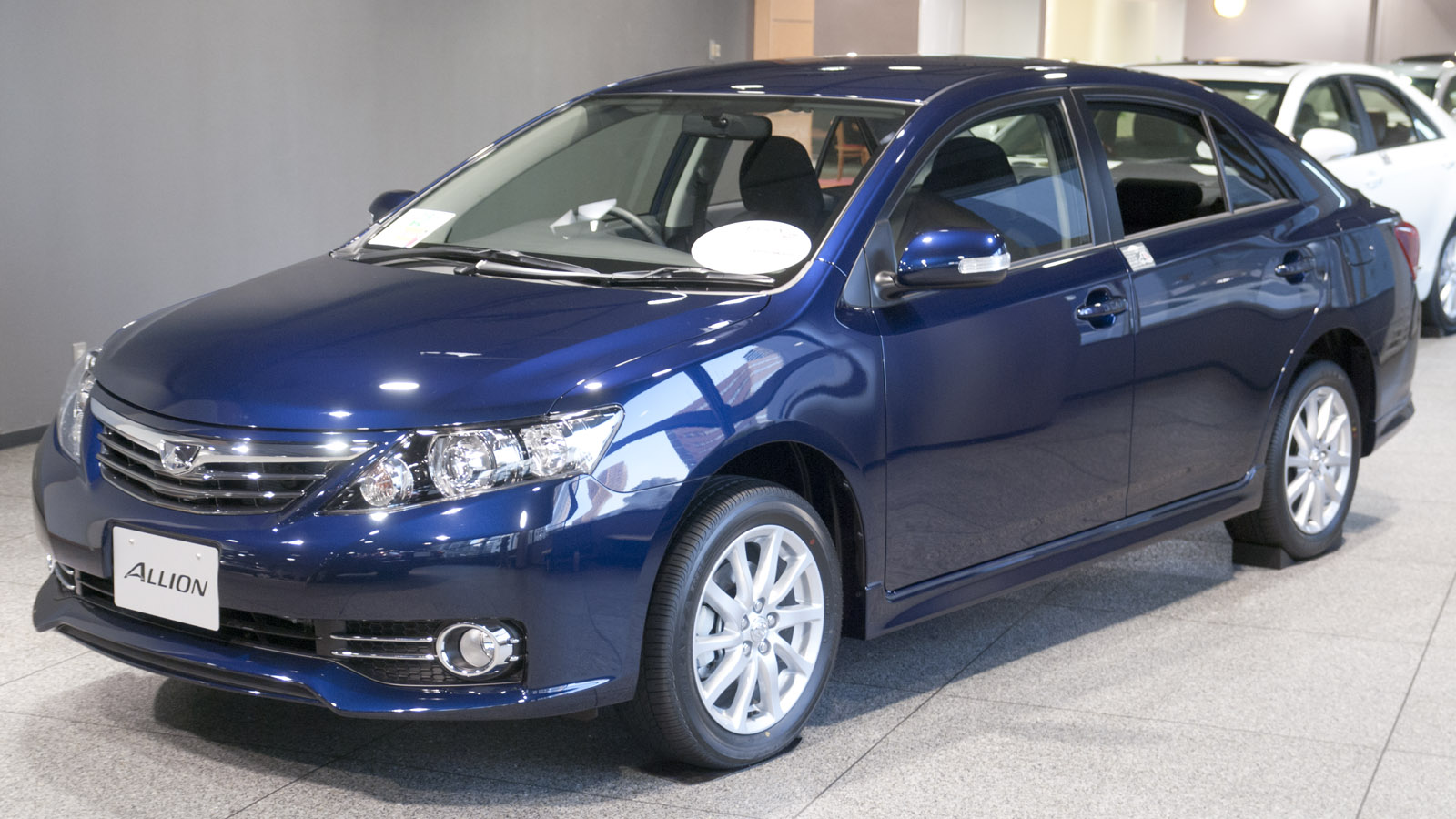
2009-2016 Toyota Allion (primer lavado de cara)
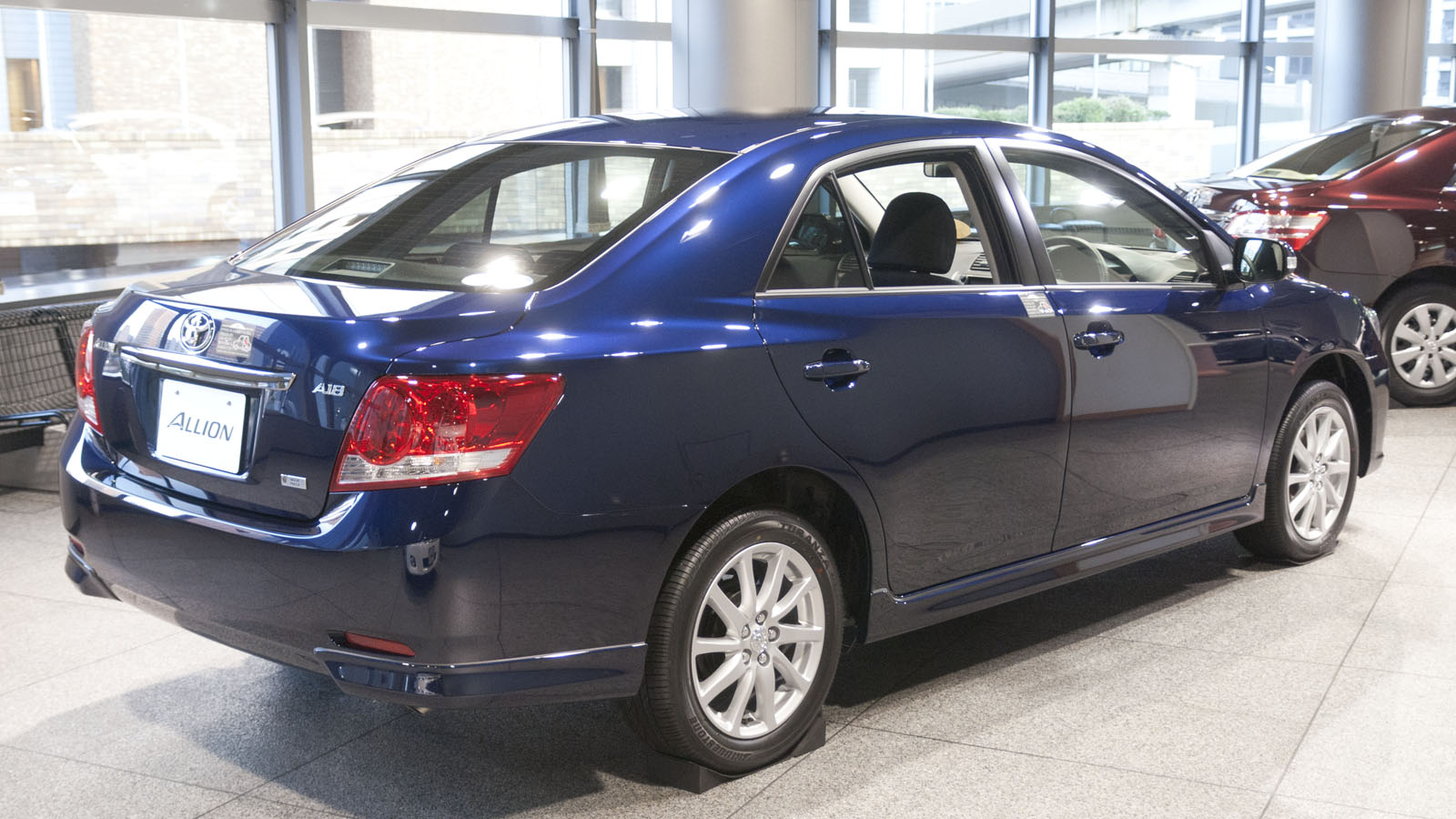
2009-2016 Toyota Allion (primer lavado de cara)

Toyota revisó el Premio y Allion nuevamente el 13 de junio de 2016 con un lavado de cara. Al mismo tiempo, se introdujeron los faros led de "bi-haz" y el sistema para evitar colisiones llamado " Toyota Safety Sense C", adoptando una influencia de estilo de la serie Crown más grande y prestigiosa S210.

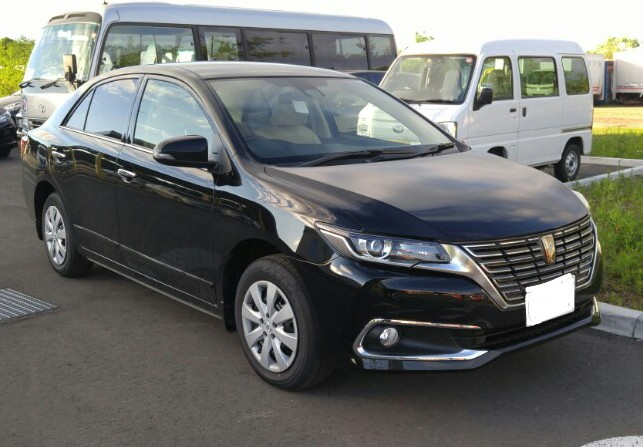
Premio Toyota 2016-presente (segundo lavado de cara)
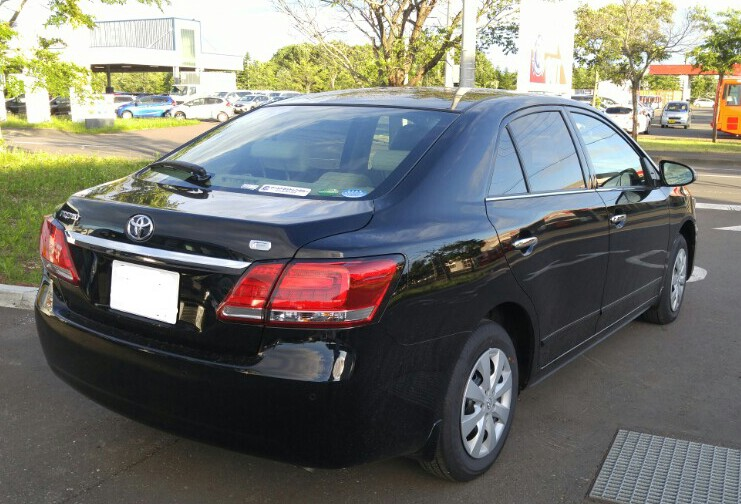
Premio Toyota 2016-presente (segundo lavado de cara)
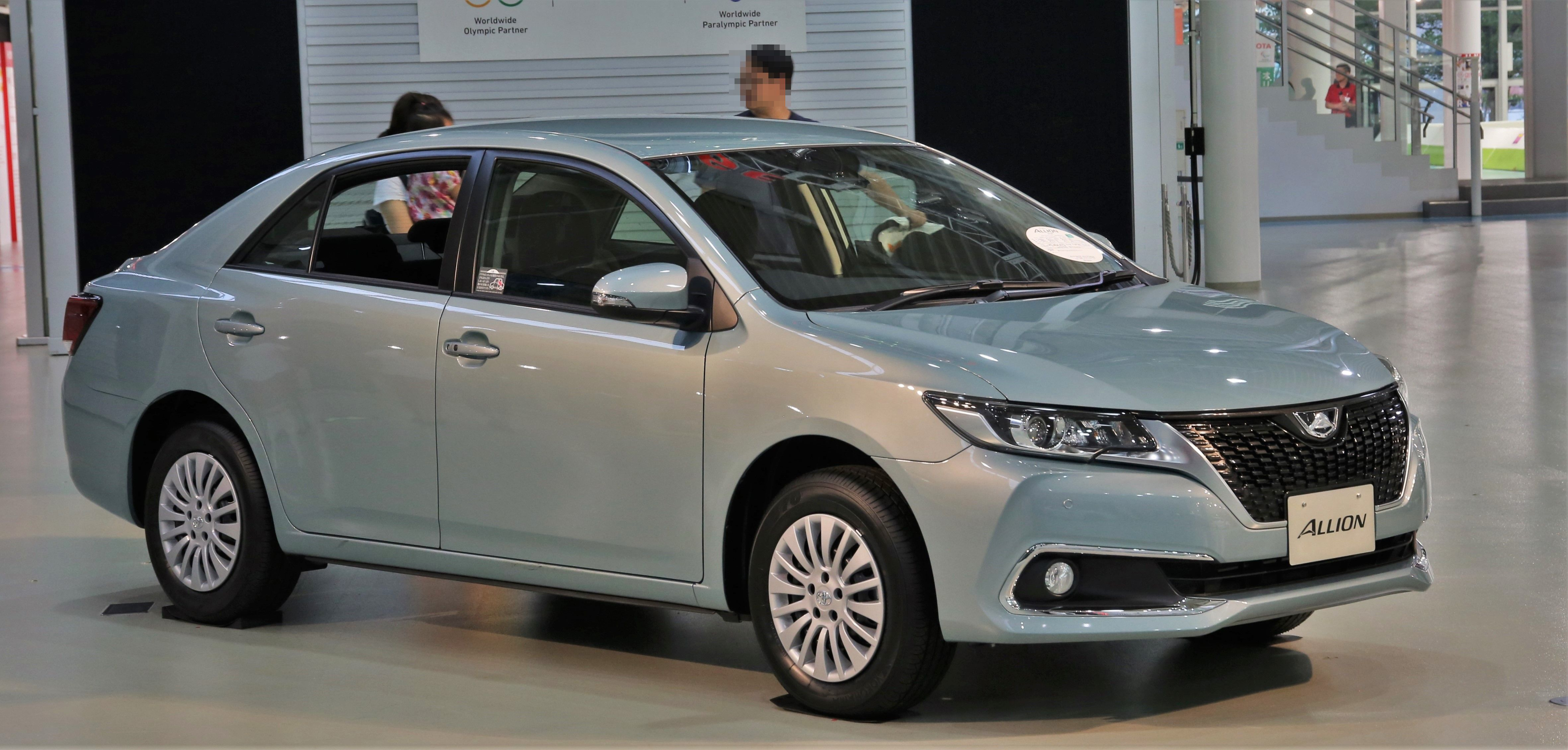
Toyota Allion 2016-presente (segundo lavado de cara)
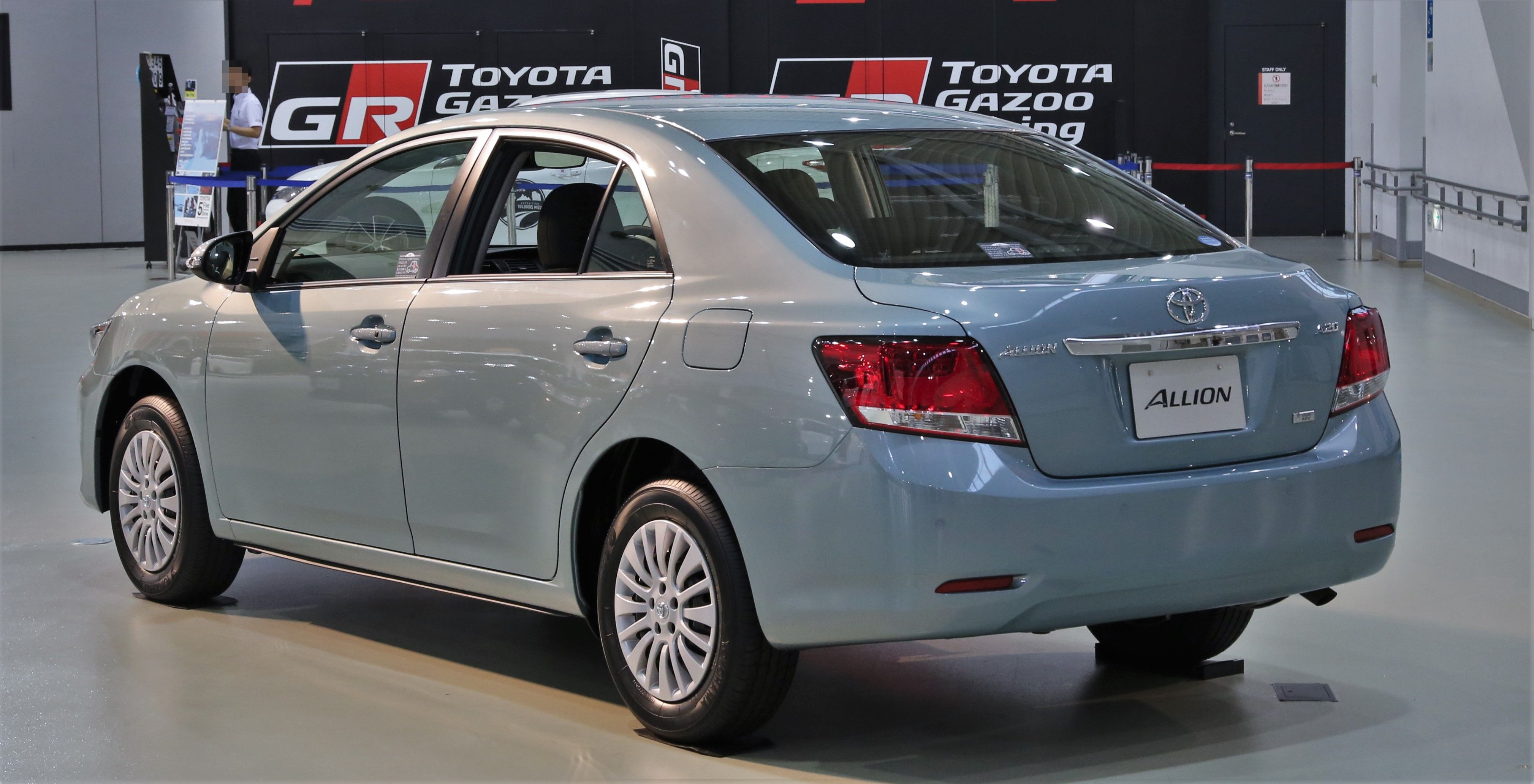
Toyota Allion 2016-presente (segundo lavado de cara)
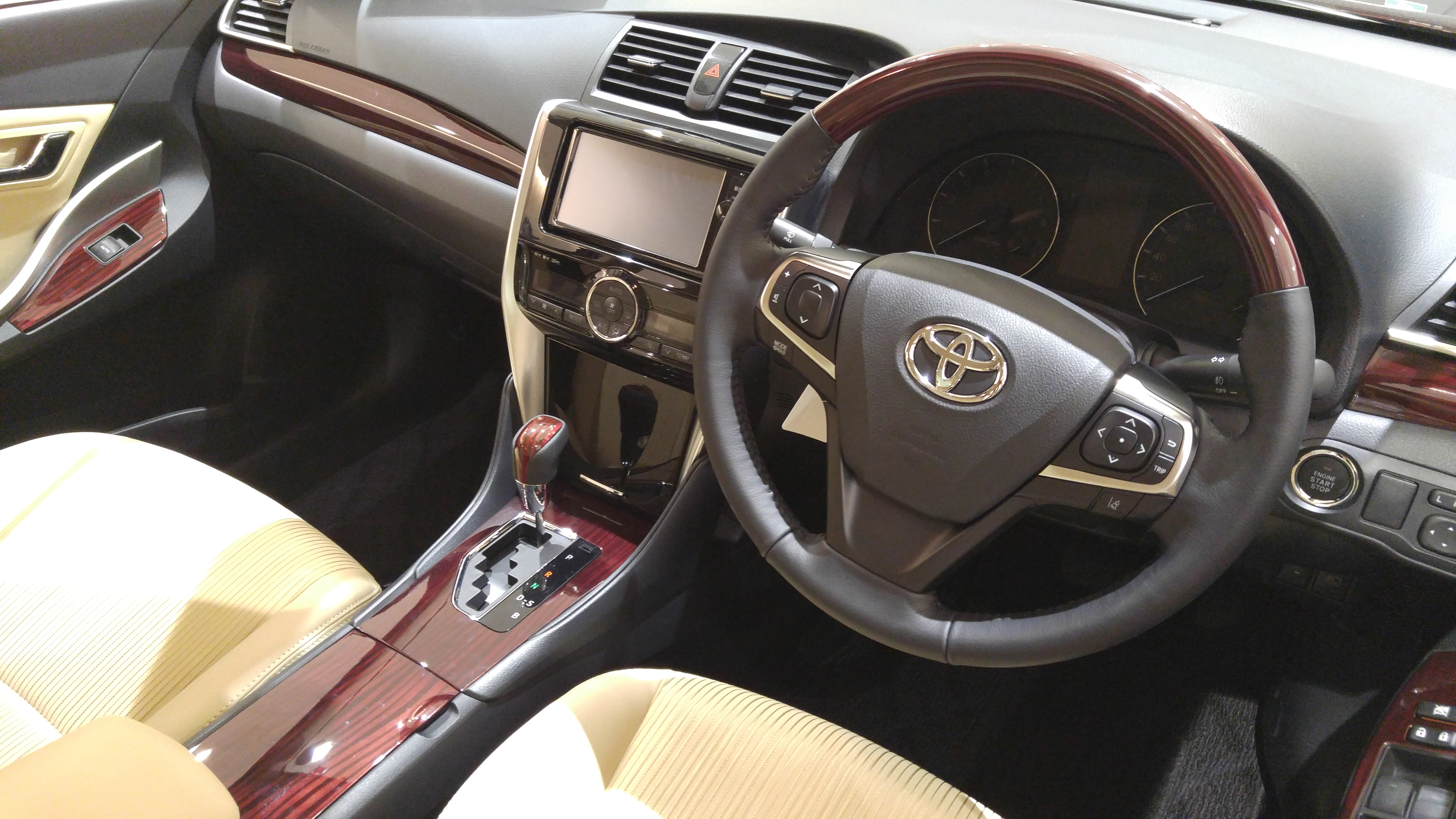
Interior del Toyota Premio 2016-presente (segundo lavado de cara)

El 1 de diciembre del 2020, Toyota anunció que el Premio y la Allion se suspenderían a partir de marzo de 2021.    Esto marcó el final del linaje Corona que se introdujo en 1957.

## Allion del mercado chino (E210; 2021)

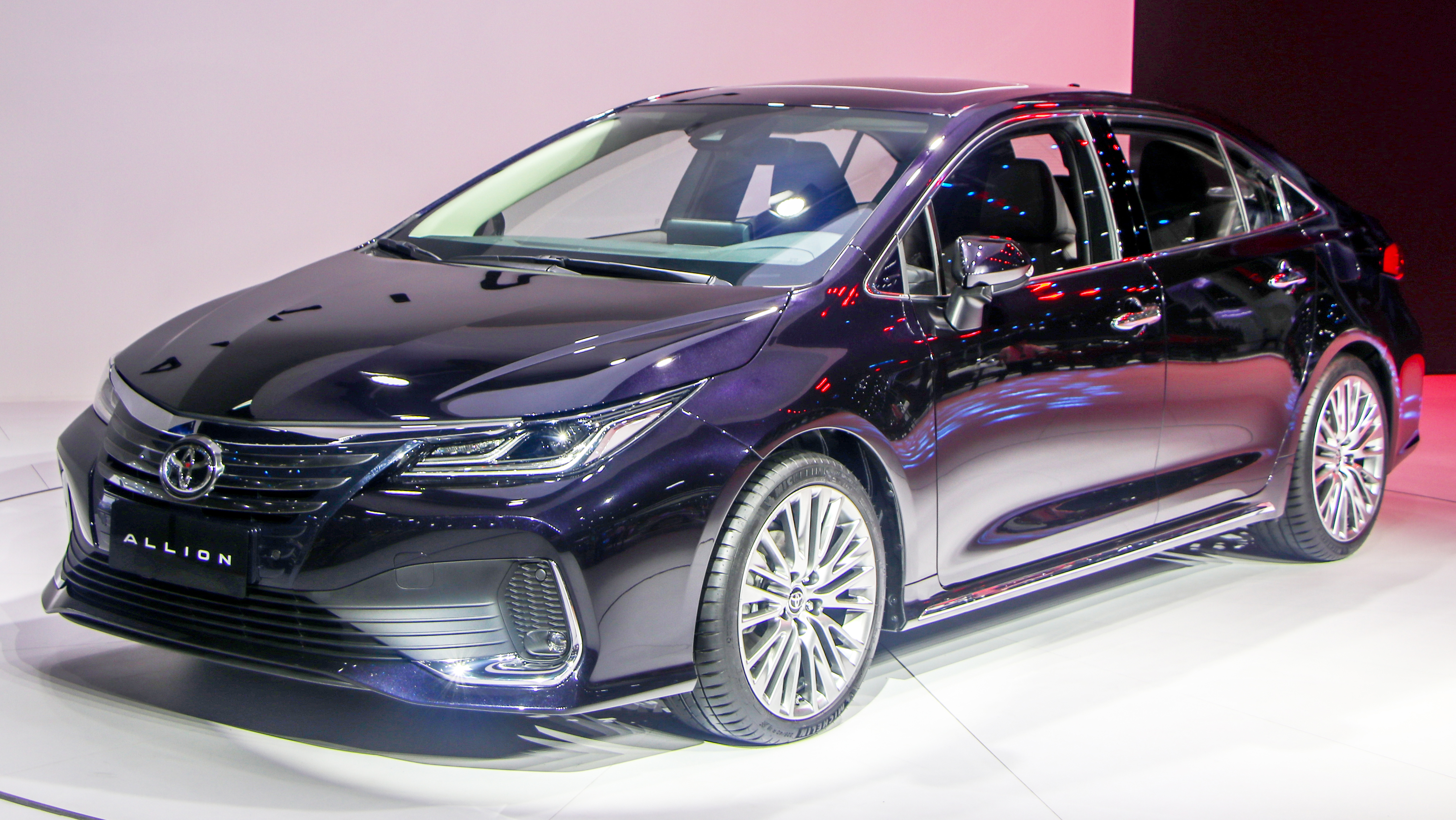
Toyota Allion (E210)

La placa de identificación de Allion también se utiliza como la versión de batalla larga del Corolla de la serie E210 para el mercado chino. Presentado en el Salón del Automóvil de Guangzhou el 20 de noviembre de 2020, el mercado Chinese    ) fue desarrollado por la empresa conjunta FAW Toyota. La distancia entre ejes se alarga a 2750 mm (108,3 plg) o 50 mm (2 plg) más largo que el Corolla estándar, mientras que la longitud de su cuerpo se extiende a 4720 mm (185,8 plg) . Las dimensiones más grandes significaron las ranuras de Allion entre el Corolla y el Camry, que se llama segmento "sedán clase A +" en China.